# Сьвідрувка
Сьвідрувка (пол. Świdrówka) — село в Польщі, у гміні Щуцин Домбровського повіту Малопольського воєводства.
Населення — 498 осіб (2011).
У 1975-1998 роках село належало до Тарновського воєводства.

## Демографія
Демографічна структура станом на 31 березня 2011 року:
|          | Загалом | Допрацездатний вік | Працездатний вік | Постпрацездатний вік |
| -------- | ------- | ------------------ | ---------------- | -------------------- |
| Чоловіки | 245     | 54                 | 170              | 21                   |
| Жінки    | 253     | 52                 | 154              | 47                   |
| Разом    | 498     | 106                | 324              | 68                   |